# Sclerochiton harveyanus

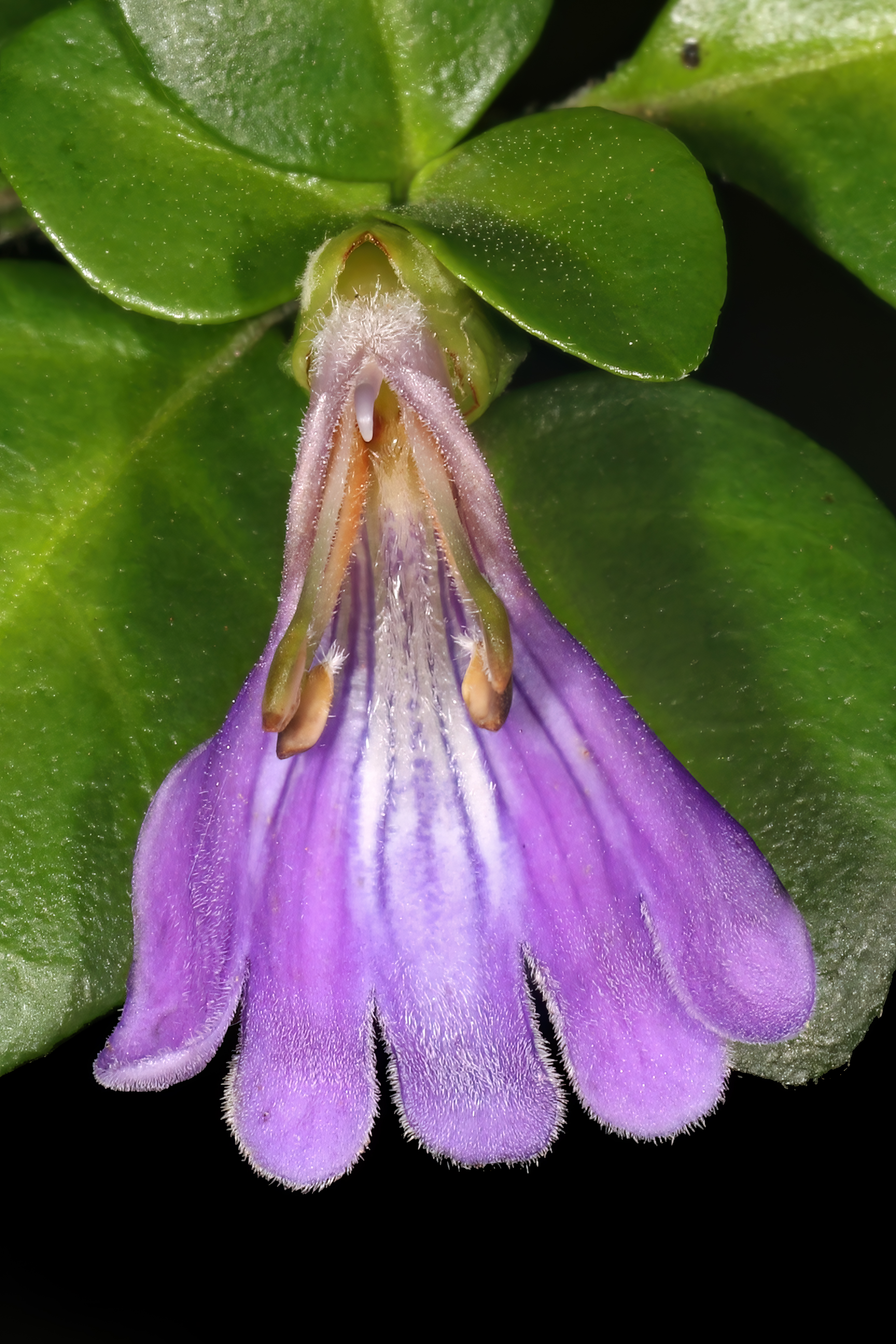
Sclerochiton harveyanus

Sclerochiton harveyanus är en akantusväxtart som beskrevs av Christian Gottfried Daniel Nees von Esenbeck. Sclerochiton harveyanus ingår i släktet Sclerochiton och familjen akantusväxter. Inga underarter finns listade i Catalogue of Life.